# Braun LE1

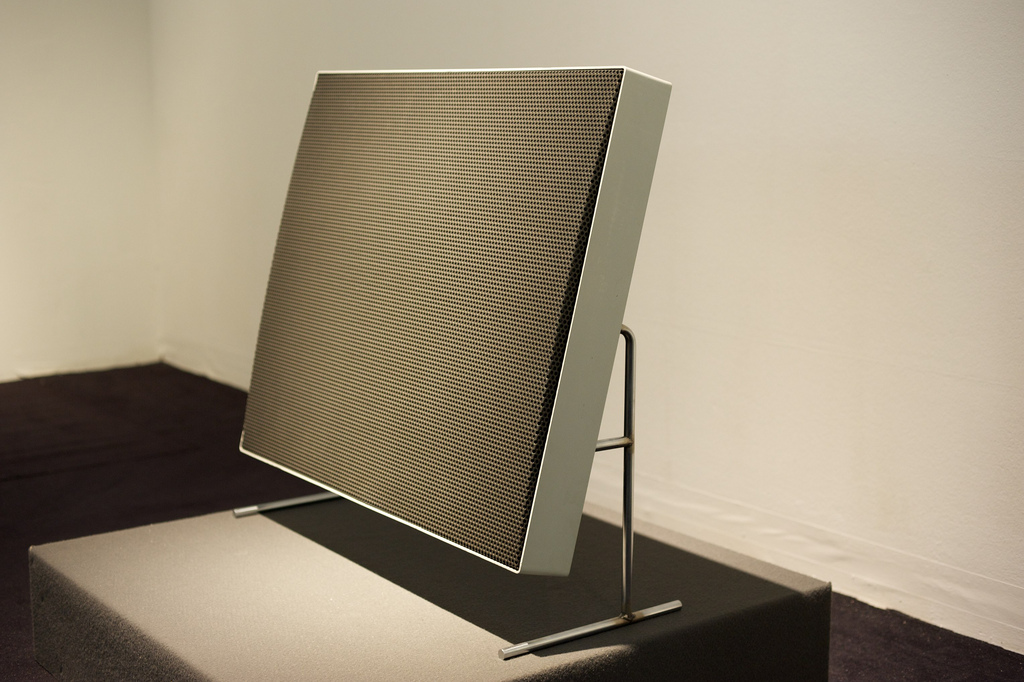
Braun LE1 original (1959)

Braun LE1, Frontansicht

Bei der Braun LE1 (Lautsprechereinheit 1) handelte es sich um den ersten auf dem deutschsprachigen Markt angebotenen Lautsprecher mit elektrostatischem Funktionsprinzip. Braun hatte für die Technik eine Lizenz von der britischen Acoustical Manufacturing Co. Ltd./Huntingdon (QUAD), die zuvor den ESL57 auf den Markt brachte.
Die äußere Gestaltung erfolgte durch den Designer Dieter Rams.
Etwa 1959 erfolgte die Markteinführung, die Lizenz erlaubte den Vertrieb nur in Deutschland, der Schweiz und Österreich. Etwa 500 Paare sollen gebaut worden sein. Die Fertigung erfolgte bis 1966. Heute (2013) werden wieder Lautsprecher angeboten, die unter Rams-Lizenz gebaut werden.
Das Innenleben entspricht in wesentlichen Punkten dem ESL57, jedoch gibt es einige Unterschiede. Während die Statoren identisch sind, wurden die Transformatoren und die Hochspannungskaskade speziell von Braun entwickelt. 
Das Lautsprechersystem besteht aus zwei Tief- und einem Mittel-Hochtonsystem mit Übergangsfrequenzen bei 250 und 5000 Hz.
Die LE1 konnten über ein 4-adriges Spezialkabel (Tonsignal und 220 Volt-Versorgung) mit folgenden Braun-Röhrenverstärkern verbunden werden:
CV 11 (vom Modularsystem Studio 2, 1961), CSV13 und CSV60.
Ein Vorteil dieser Lautsprecher ist der sehr transparente Klang, Gesangsstimmen und akustische Einzelinstrumente (z. B. Piano oder Violine) werden sehr realitätsnah abgebildet. Nachteilig sind relativ schwache Bässe und die ausgeprägte Richtwirkung.
weitere Daten
- Frequenzumfang: 45 - 18.000 Hz ±3 dB
- Abstrahlungswinkel: horizontal 70 Grad, vertikal 15 - 30 Grad
- Belastbarkeit: 15 Watt
- Impedanz: Z = 15 Ohm

## Braun LE 01 (2021)
2019 wurde von Quad unter der Marke Braun der Smart Speaker LE 01 mit zwei kleineren Modellen LE 02 und LE 03 vorgestellt, die dann im November 2020 auf den Markt kamen. Das Design des Aluminium-Gehäuses, das weiß oder schwarz erhältlich ist, erinnert an den LE1 von 1959 und wird als Retrodesign betrachtet; die Lautsprecher selbst arbeiten nicht mehr wie beim ursprünglichen LE1 elektrostatisch, an deren Stelle werden Dynamische Lautsprecher, im Mittelhochtonbereich als Biegewellenwandler, und weiter ein Class-D-Verstärker eingesetzt.